# Orealla
Orealla (ou Orealla Mission) é uma comunidade indígena localizada na região de Berbice Oriental–Corentyne, na Guiana.

## História
Orealla (ou Orealla Mission) é uma comunidade indígena localizada na região de Berbice Oriental–Corentyne, na Guiana. A vila está situada ao longo do Rio Corentyne, a cerca de 53 quilômetros ao sul de Crabwood Creek. Historicamente, Orealla é habitada por povos indígenas, predominantemente Arawaks e Waraos, que mantêm vivas suas tradições culturais e práticas agrícolas.

## Economia
A economia de Orealla é baseada principalmente na agricultura de subsistência, pesca e exploração de madeira. Recentemente, a comunidade tem investido em iniciativas de turismo para diversificar sua fonte de renda. A produção de pão de mandioca e vinhos locais também é significativa na economia da vila.

## Infraestrutura
Orealla conta com uma infraestrutura gerida pela comunidade, incluindo um sistema de eletricidade e a estação de rádio comunitária, Radio Orealla, que transmite na frequência 95.1 FM e serve a Orealla, Siparuta e outras comunidades vizinhas.

## Cultura e Turismo
A cultura em Orealla é vibrante, com uma forte ênfase na preservação das tradições indígenas. A comunidade é um destino para amantes da natureza e aventureiros, oferecendo paisagens deslumbrantes e uma rica biodiversidade, incluindo florestas amazônicas, rios de água negra e uma abundante vida selvagem.

## Transporte
O acesso a Orealla é limitado, sendo possível chegar à comunidade apenas por barco ou avião devido à sua localização remota.